# Celtis philippensis
Celtis philippensis är en hampväxtart som beskrevs av Francisco Manuel Blanco. Celtis philippensis ingår i släktet Celtis och familjen hampväxter. Utöver nominatformen finns också underarten C. p. wightii.